# Liste von Buntpapiermachern und -gestaltern
Liste von mit der Gestaltung von Buntpapier befassten Personen. Diese werden nur einmal und in der Regel unter ihrem Herkunftsland aufgeführt.

## Australien
- Joan Ajala[1]

## Belgien
- Micheline de Bellefroid[2]

## Brasilien
- Renato Crepaldi[3]

## Dänemark
- Kristian Kongstad[4]
- Anker Kyster

## Deutschland
- Paul Adam
- Eva Aschoff
- Georg Barlösius
- Markus Behmer
- Lilli Behrens
- Paul Butz
- Franz Dathe
- Dorothea Dering[5]
- Helene Dolmetsch[6]
- Otto Eckmann
- Gülhan Efkar
- Fritz Helmuth Ehmcke
- Katharina Natalie Eitel
- Marianne Finckh-Haelssig[7]
- Otto Ulrich Fischer
- Adolf Flach[8]
- Eberhard Gaißer[9]
- Elsa Gallwitz[10]
- Gerlinde Gerth[11]
- Ulrike Eleonore Grießmayr
- Gabriele Grünebaum[12]
- Otto Gurbat[13]
- Emma Gustorff
- Ingeborg M. Hartmann[14]
- Josef Hauptmann[15]
- Andreas Hausmann[16]
- Friedrich Hesse
- Gerhard Hesse[17]
- Ilona Hesse
- Josef Hoffmann
- Emmy Hottenroth[18]
- Otto Hupp
- Annemarie Irmler
- Yvonne Jäckle-Sönmez[19][20]
- Tanja Karipides[21]
- Paul Kersten
- Erich Kleinhempel
- Ireen Kranz[22]
- Susanne Krause[23]
- Christiane Kubias
- Käthe Kubias
- Dirk Lange[24]
- Mechthild Lobisch
- Eduard Ludwig[25]
- Gertrud Morawe[26]
- Hugo Ochmann[27]
- Bernhard Pankok
- Dag-Ernst Petersen
- Heinz Petersen[28]
- Maria Rassow[29]
- Wilhelm Rauch
- Lothar Reher
- Gisela Reschke
- Angela Ringer
- Alfred Roller
- René M. Salmen[30]
- Erica von Scheel
- Anne Scheerbart
- Ingrid Schultheiß
- Rolf Steffen
- Hatty Townley Heimann[31]
- Christine Trautwein[32]
- Georg Trepplin
- Heinrich Vogeler
- Franz Weisse[33][34]
- Brigitte Willberg[35]

## Frankreich
- Claude Delpierre[36]
- Marie-Ange Doizy[37]
- Michel Duval[38]
- Annick Péraudeau[39]
- Marianne Peter[40]
- Lucien Pissarro

## Italien
- Ugo Zovetti[41]
- Flavio Aquilina[42]
- Alberto Valese

## Japan
- Takaji Kuroda[43]

## Kanada
- Lucie Lapierre[44]
- Robert Wu[45]

## Niederlande
- Eva van Breugel[46][47]
- Geert van Daal[48]
- Karli Frigge[49]
- Nicole Hillen[48]
- Dieuwke Kollewijn[48][50]

## Norwegen
- Hans Mathæus Refsum[51]

## Österreich
- Ernst Ammering[52]
- Franz Karl Delavilla
- Franz Herberger, senior und junior[53]
- Josef Hoffmann[54]
- Jakob Hommel[53]
- Anton Kreutzinger[53]
- Wilhelm Marcher[53]
- Karl Massanetz[55]
- Johann Meissinger[53]
- Koloman Moser[56]
- Ilse Mühlbacher
- Adam Müllauer[53]
- Johann Paudisch[53]
- J. Peinscheck[53]
- Franziska Prohaska[53]
- Carl Scheikel[53]
- Valentin Schmitz[53]
- Leopold Stolba[57]
- Franz Wagner[53]

## Polen
- Ernst Leistikow
- Józef Miksa[58]
- Stefan Sczerbiński[59]
- Ludwik Szczurowski[60]

## Republik Südafrika
- Larissa Don[61]

## Russland
- Olga Kaurova[62]

## Schweden
- Manne Dahlstedt[63]

## Schweiz
- Heinz Balmer[64]
- Emil Kretz[65][66]
- Marianne Moll[67]

## Spanien
- Fernando Barba[68]
- Montse Buxó i Marsá[69]
- José Galván Cuellar[70]
- Manuel Martín Barranco[71]
- Antolín Palomino[72]
- Berta Santos Pinet[73]
- Antonio Véles Celemin[74]

## Tschechien
- Jan Sobota[75]

## Türkei
- Beki Almaleh[76]
- Alparslan Babaoglu[77]
- Hikmet Barutçugil[78][79]
- Fuat Başar[80]
- Aysen Bilgi[81]
- Mustafa Düzgünman[82]
- Edhem Efendi[83]
- Yesim Goktepe[84]
- Gülay Gültekin
- Hatib Mehmed Efendi[85]
- Nusret Hepgül[86]
- Mukadder Kavas[87]
- Mehmet Refii Kileci
- Necmeddin Okyay[88][89][90]
- Sami Okyay[91]
- Nuri Pinar[92]
- Şebek Mehmed Efendi[93]
- Sanda Serim[94]
- Gülseren Sönmez[95]
- Nedim Sönmez[96]
- Süreyya Uyan[97]

## Ungarn
- József Halfer[98]
- Georg Kovàcs

## USA
- Jake Benson[99]
- Galen Berry[100]
- Virginia Buchan[101]
- Ingrid Butler[102]
- Eileen Canning[103]
- Claudia Cohen[103]
- John Coventry[104]
- Amanda Degener[105]
- Garrett Dixon[106]
- Gretchen Dixon[107]
- W. C. Doebbelin[108]
- Dana Draper[107]
- Madeleine McEvilly Durham[109]
- Louise Lawrence („Larry Lou“) Foster[110]
- Polly Fox[111]
- Don Guyot[112]
- Terry Harlow[113]
- Faith Harrison[113]
- Robin Heyeck[114]
- Douglass Morse Howell[115]
- Milena Hughes[116][115]
- Dard Hunter[117]
- Marie Kelzer[118]
- Susan Kristoferson[119]
- Thomas Leech[120][121]
- Nora Ligorano[122]
- Holly Longstreet Lipus[122]
- Katherine Loeffler[123]
- Kathy Rich Longstreet[124]
- Richard Longstreet[124]
- Rosamond Bowditch Loring[125]
- Diane Maurer[126]
- Paul Maurer[127]
- Claire Maziarczyk[128]
- Ashley Miller[128]
- Iris Nevins[129][130]
- Olaf (an alias)[131]
- Bridget O’Malley[132]
- Andrea Peterson[133]
- Stephen Pittelkow[134][135]
- Susan Pogány[135]
- Katherine Radcliffe[136]
- Sage Reynolds[137]
- Norma Rubovits[138][139]
- Colman Rutkin[140]
- Mimi Schleicher[140]
- Patty Schleicher[140]
- Deena Schnitman[141]
- Laura Sims[142]
- Peggy Skycraft[143]
- Pamela Smith[144]
- Daniel St. John[145]
- Regina St. John[146]
- Jack Townes[147]
- Christopher Weiman[148][147][149]
- Richard J. Wolfe[150]

## Vereinigtes Königreich
- Robert Anning Bell
- Anne Chambers[151]
- William Chapman[152]
- Douglas Cockerell[153]
- Sydney Morris Cockerell
- Walter Crane
- Victoria Hall[154]
- Lucy McGrath[155]
- William Morris
- Ann Muir[156]